# Despre Tine
"Despre Tine" é uma canção da banda moldova O-Zone, que foi lançada em 2002 como segundo single do grupo e de seu álbum Number 1, e mais tarde incluída novamente no seu último álbum DiscO-Zone. Embora não tenha tido o mesmo sucesso de "Dragostea Din Tei" nas paradas musicais, o single foi muito bem-sucedido nas rádios e nos clubes. A canção ficou em primeiro lugar na Romênia, Rússia e Ucrânia, e atingindo o top 20 em vários países da Europa.

## Lista de Faixas
- CD single (2004 rerelease)

1. "Despre tine" — 3:49
2. "Despre tine" (Italian version) — 3:33

- CD maxi (2004 rerelease)

1. "Despre tine" (original album version) — 3:47
2. "Dragostea din tei" (original Romanian version) — 3:33
3. "Despre tine" (Prezioso & Marvin radio edit) — 3:32
4. "Despre tine" (beach extended version) — 5:28
5. "Despre tine" (video) — 3:53

## Desempenho nas paradas musicais
| Parada musical (2002 - 2004)          | Melhor posição |
| ------------------------------------- | -------------- |
| Áustria - (Ö3 Austria Top 40)         | 4              |
| Bélgica - (Ultratop 50 Flanders)      | 35             |
| Dinamarca - (IFPI)                    | 4              |
| Finlândia - (Suomen virallinen lista) | 14             |
| França - (SNEP)                       | 2              |
| Alemanha - (Official German Charts)   | 9              |
| Países Baixos - (Dutch Top 100)       | 27             |
| Noruega - (VG-lista)                  | 8              |
| Roménia - (Romanian Singles Chart)    | 1              |
| Rússia - (Russia Top 20)              | 1              |
| Espanha - (PROMUSICAE)                | 19             |
| Suécia - (Sverigetopplistan)          | 7              |
| Suíça - (Schweizer Hitparade)         | 9              |